# Architecture d'un système

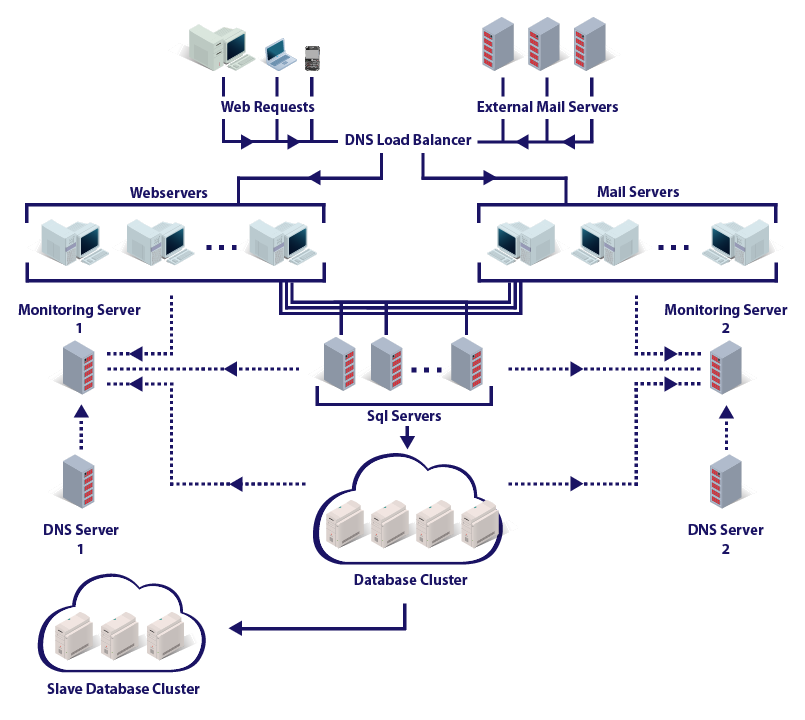
Architecture d'un Centre de données de la solution Proton Mail

L'architecture d'un système est un modèle conceptuel d'un système qui décrit ses propriétés externes et internes et la manière dont elles se projettent dans ses éléments, leurs relations et les principes de conception et d'évolution du système .

## Principes fondamentaux
1. Les objets de la réalité sont modélisés comme un système[2]
2. Un système peut être décomposé en différents sous-systèmes
3. Un système doit être considéré en interaction avec d'autres systèmes dans son environnement
4. Un système doit être considéré tout au long de son cycle de vie
5. Un système est en interaction avec un autre via une interface
6. Un système peut être considéré à différents niveaux d'abstraction (niveaux de détails)
7. Un système peut être abordé selon différentes vues (par exemple 3 vues classiques : opérationnel, fonctionnel et organique)
8. Un système peut être décrit par différents modèles interdépendants (par exemple un Cadre d'architecture)
9. Un système peut être décrit selon différents points de vue correspondant aux différents intervenants du système.

## Applications
Il existe différentes applications des principes de l'architecture système :
- Architecture d'entreprise
- Architecte informatique

## Conférences
- CSD&M : Complex Systems Design & Management - Conférence internationale couvrant le champ de l'architecture système, organisée chaque année à Paris depuis 2010